# دانگوئین
دانگوئین (به لاتین: Dunquin) یک منطقهٔ مسکونی در جمهوری ایرلند است که در شهرستان کری واقع شده‌است. دانگوئین ۱۶۰ نفر جمعیت دارد.